# Antwerp Argonauts
Gli Antwerp Argonauts sono stati una squadra di football americano di Anversa, in Belgio. Sono stati fondati nel 2016 in seguito alla fusione degli Antwerp Diamonds (vincitori del Belgian Bowl in tre occasioni) con i Puurs Titans. Hanno chiuso nel 2020; in seguito alla loro chiusura sono stati aperti gli Antwerp Spartans.

## Dettaglio stagioni

### Campionato

#### BAFL Elite
| Stagione | regular season | regular season | regular season | regular season | regular season | regular season | playoff | playoff | playoff | playoff | playoff | playoff        | playoff               |
|          | Vin            | Par            | Per            | Tot            | PF             | PS             | Vin     | Per     | Tot     | PF      | PS      | risultato      | avversaria            |
| -------- | -------------- | -------------- | -------------- | -------------- | -------------- | -------------- | ------- | ------- | ------- | ------- | ------- | -------------- | --------------------- |
| 2017     | 1              | 0              | 6              | 7              | 68             | 195            | -       | -       | -       | -       | -       | -              | -                     |
| 2018     | 4              | 0              | 3              | 7              | 115            | 145            | 0       | 1       | 1       | 16      | 34      | Semifinale     | Brussels Black Angels |
| 2019     | 2              | 1              | 4              | 7              | 80             | 129            | 1       | 0       | 1       | 22      | 20      | Non retrocessi | Izegem Tribes         |
| 2020     | 0              | 0              | 2              | 2              | 10             | 108            | -       | -       | -       | -       | -       | -              | -                     |
| Totale   | 7              | 1              | 15             | 23             | 273            | 577            | 1       | 1       | 2       | 38      | 54      |                |                       |

Fonti: Enciclopedia del Football - A cura di Roberto Mezzetti

#### FAFL Division II
| Stagione | regular season | regular season | regular season | regular season | regular season | regular season | playoff | playoff | playoff | playoff | playoff | playoff                                           | playoff      |
|          | Vin            | Par            | Per            | Tot            | PF             | PS             | Vin     | Per     | Tot     | PF      | PS      | risultato                                         | avversaria   |
| -------- | -------------- | -------------- | -------------- | -------------- | -------------- | -------------- | ------- | ------- | ------- | ------- | ------- | ------------------------------------------------- | ------------ |
| 2016     | 6              | 0              | 0              | 6              | 176            | 38             | 0       | 1       | 1       | 0       | 18      | Campioni FAFL DII/Spareggio per la Wild Card BAFL | Ghent Gators |
| Totale   | 6              | 0              | 0              | 6              | 176            | 38             | 0       | 1       | 1       | 0       | 18      |                                                   |              |

Fonti: Enciclopedia del Football - A cura di Roberto Mezzetti

## Riepilogo fasi finali disputate
| Anno           | Luogo   | Evento                | Fase del torneo            | Incontro                                  | Risultato |
| 29 maggio 2016 | Anversa | FAFL Division II/BAFL | Spareggio per la Wild Card | Antwerp Argonauts - Ghent Gators          | 0 - 18    |
| 17 giugno 2018 |         | BAFL Elite Division   | Semifinale                 | Brussels Black Angels - Antwerp Argonauts | 34 - 16   |
| 23 giugno 2019 | Puurs   | BAFL Elite Division   | Playout                    | Antwerp Argonauts - Izegem Tribes         | 22 - 20   |

## Palmarès
- 1 FAFL Division II (2016)